# Barvinșciîna, Lubnî
Barvinșciîna (în ucraineană Барвінщина) este un sat în comuna Orihivka din raionul Lubnî, regiunea Poltava, Ucraina.

## Demografie
Componența lingvistică a localității Barvinșciîna
     Ucraineană (95,83%)
     Rusă (4,17%)
Conform recensământului din 2001, majoritatea populației localității Barvinșciîna era vorbitoare de ucraineană (95,83%), existând în minoritate și vorbitori de rusă (4,17%).